# Индоктринация
Индоктринацията  е букв. предаването и налагането на фундаментални положения, като системи от вярвания в религиозно отношение; това по-късно придобива смисъла въобще на процес на налагане, насаждане и дори втълпяване на идеи, обществени нагласи, когнитивни стратегии посредством професионална методология (виж и доктрина).
Индоктринацията се разграничава от образованието по това, че индоктринираният човек не би задал въпрос по конкретната материя или не би бил способен на критичен анализ на учението, което е усвоявал. В този смисъл, употребата на „индоктринация“ е предимно с негативна конотация и най-често служи като стилистична украса на речта в контекста на политическите учения, теологията и религиозните догми. Напротив, използването на научните методи при спазване основните принципи за изследване, изучаване и обобщаване се различава изцяло от процеса на индоктриниране, тъй като съблюдаването на тези фундаментални научни принципи подтикват прилагащия ги към критична самооценка на неговия труд, както и към скептичен самоконтрол върху собствените му идеи, което представлява вече една извъндоктринална позиция.
На практика обаче, определено ниво на ирационална индоктринация, обикновено разглеждана като погрешно-обучаваща, е неизмено налице в обществото. Терминът е тясно свързан със социализацията, но докато в обичайния дискурс индоктринацията често се свързва с негативни конотации, социализацията, като негов антоним, отнасящ се до културния и образователен живот в/на обществото, е с положителен смисъл. [необходимо е уточнение]